# Laird & Company

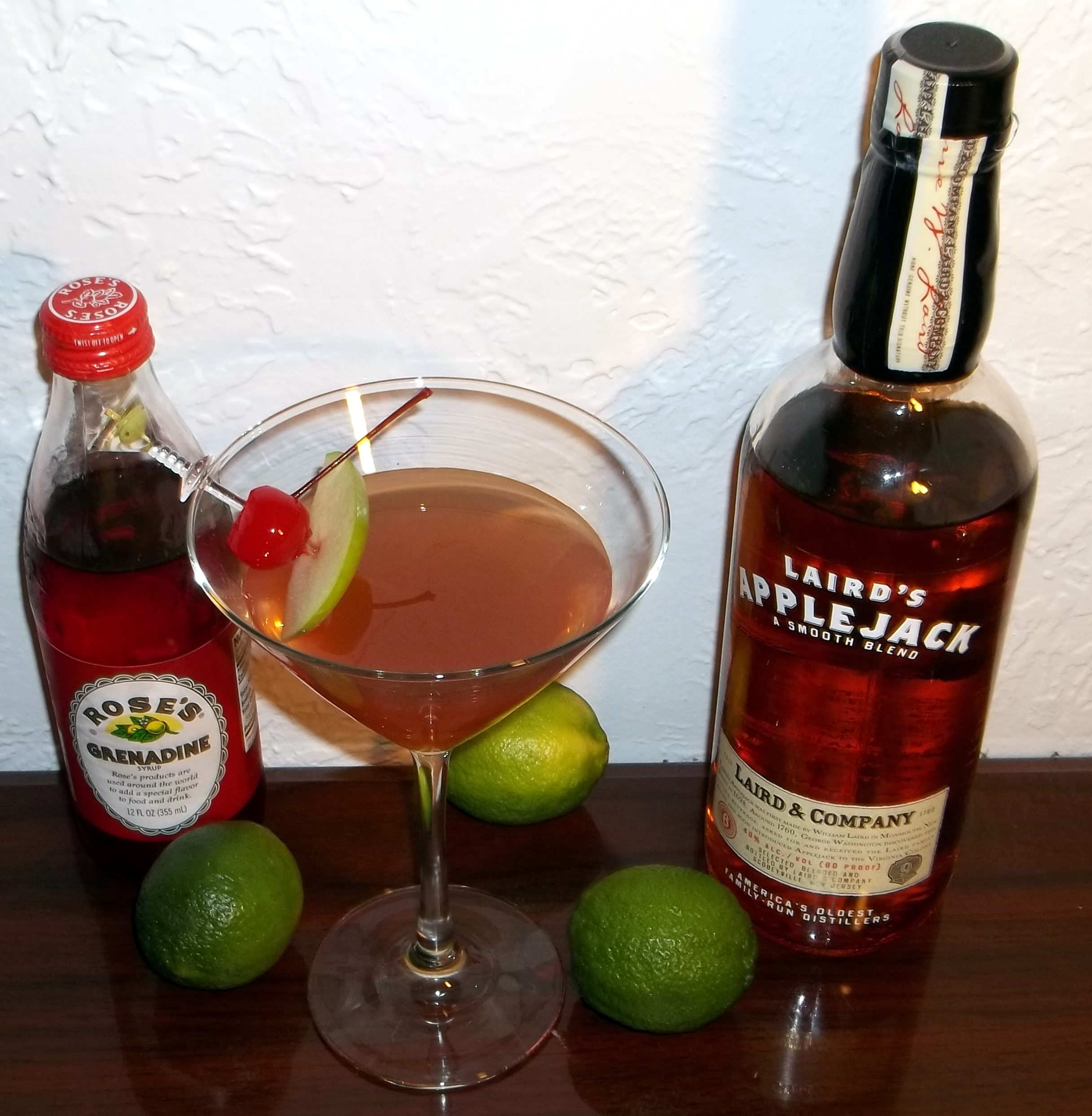
Un cocktail "Jack Rose" è fatto di Applejack e Granatina.

Laird & Company è una distilleria situata a Scobeyville frazione di Colts Neck Township (New Jersey).  Fondata da Robert Laird, è la più antica licenziata distilleria degli Stati Uniti d'America avendo ricevuto la licenza No. 1 dal Dipartimento del Tesoro degli USA nel 1780. Laird ha una licenza di correzione e mistura conferita dalla Sezione del controllo delle Bevande Alcoliche.
Robert Laird, discendente di una delle più antiche famiglie della Contea di Monmouth, prestò servizio nell'Esercito Continentale sotto George Washington.   Washington chiese a Laird la sua ricetta per i "liquori di cedro" prima della Rivoluzione.  Oggi, nessuna fase della produzione della distilleria avviene nel New Jersey. Prende tutte le sue mele dalla Valle dello Shenandoah in Virginia e distilla i suoi prodotti lì.  La distillazione nelle sue strutture del New Jersey cessò nel 1972 la Laird's solamente miscela, invecchia ed imbottiglia i suoi prodotti a Scobeyville.